# Miklós Kállay
Miklós Kállay, född 23 januari 1887 i Nyíregyháza, Österrike-Ungern, död 14 januari 1967 i New York, USA, var en ungersk diplomat och politiker. Han var Ungerns premiärminister 1942-1944.

## Biografi
Efter premiärminister László Bárdossys entledigande den 7 mars 1942 utsåg statschefen Horthy Kállay till efterträdare. En del antijudiska åtgärder infördes under Kállays styre; bland annat sändes tusentals ungerska judar till den ukrainska fronten där de stupade. Dock vägrade Kállay att bistå Nazityskland i "den slutgiltiga lösningen".
År 1943 sökte Kállay Ungerns utträde ur kriget, men detta ledde endast till intensifierade påtryckningar från Nazityskland, som i mars 1944 ockuperade landet. Horthy övertalades att avskeda Kállay som regeringschef och utnämnde Döme Sztójay till efterträdare. 
Kállay fann en fristad på den turkiska legationen i Budapest, men tvingades överlämna sig till Pilkorsrörelsen när dess ledare Ferenc Szálasi utsetts till premiärminister i oktober 1944. Kállay deporterades till Mauthausen men överlevde. Efter krigsslutet bosatte han sig i Rom för att 1951 emigrera till USA. År 1954 publicerade Kállay sina memoarer: Hungarian Premier: A Personal Account of a Nation's Struggle in the Second World War.

### Webbkällor
- ”KÁLLAY Miklós (1887–1967)” (på ungerska). Ki kicsoda?. Arkiverad från originalet den 14 juli 2013. https://www.webcitation.org/6I79oFMu9?url=http://www.bibl.u-szeged.hu/bibl/mil/ww2/who/kallay.html. Läst 14 juli 2013.